# Rozdolne, Starobilsk
Rozdolne (în ucraineană Роздольне) este un sat în comuna Vesele din raionul Starobilsk, regiunea Luhansk, Ucraina.

## Demografie
Componența lingvistică a localității Rozdolne
     Ucraineană (90,06%)
     Rusă (9,36%)
Conform recensământului din 2001, majoritatea populației localității Rozdolne era vorbitoare de ucraineană (90,06%), existând în minoritate și vorbitori de rusă (9,36%).